# Annie Kenney
Annie Kenney, född 13 september 1879 i Springhead nära Oldham i Greater Manchester, död 9 juli 1953 i Hitchin i Hertfordshire, var en brittisk suffragett, socialist, feminist och ledande figur i Women's Social and Political Union.
Kenney blev allmänt känd 1905 när hon och Christabel Pankhurst satt i fängelse i flera dagar för misshandel och obstruktion i samband med förhöret av Sir Edward Grey vid ett liberalt möte i Manchester. Incidenten är känd för att ha startat en ny fas i kampen för kvinnors rösträtt i Storbritannien med mer fokus på militant taktik.
Den första London-grenen av WSPU grundades i hamnen i Canning Town (i nuvarande Borough of Newham) 1906 av Annie Kenney och Minnie Baldock.

## Biografi
Kenney föddes nära Oldham 1879. Hon var det femte av elva barn och började arbeta i ett lokalt bomullsbruk vid tio års ålder som "halvtidare". Det innebar att hon arbetade i bruket under förmiddagen och gick i skolan på eftermiddagen. Hon började arbeta heltid som 13-åring och stannade kvar på bruket i 15 år, var involverad i facklig verksamhet, vidareutbildade sig genom självstudier och jobbade för litteraturstudier bland sina arbetskollegor. Hon förlorade ett finger när det slets av i en snurrande bobin. Hon gick i kyrkan och sjöng i en lokal kör.
Kenneys föräldrar uppmuntrade läsning, debatt och socialism. Tre av systrarna blev lärare och en bror blev affärsman. Broder Rowland Kenney blev den första redaktören (1912) för Daily Herald.

### Aktivism
Efter att hennes mor dog vid en ung ålder i januari 1905 började Kenney engagera sig i WSPU. Hennes intresse för rösträttsfrågan väcktes efter att hon och hennes syster Jessie hörde Teresa Billington-Greig och Christabel Pankhurst tala på Oldham socialist Clarion Vocal Club 1905. Kenney beskrev Billingtons budskap som "en slägga av kall logik och förnuft". Hon tyckte om Christabel och blev inbjuden att träffa hennes mor (Emmeline Pankhurst) en vecka senare. Detta ledde till att Kenney gjorde veckovisa besök för att träna på att tala inför publik och för att hämta flygblad om kvinnors rösträtt. Kenney och hennes syster Jessie delade ut dessa till kvinnor som arbetade på bruken i Oldham. Snart förklarade Kenney arbetarrättigheter, arbetslöshet och kvinnors rösträtt för en stor publik i Manchester.
I oktober 1905 avbröt Kenney och Christabel Pankhurst ett politiskt möte (där bland andra Winston Churchill och Sir Edward Gray deltog) genom att ropa: "Kommer den liberala regeringen att ge rösträtt till kvinnor?" Efter att ha vecklat ut en banderoll med texten "Votes for Women", kastades de ut från mötet och arresterades. Pankhurst omhändertogs efter att hon spottat på en polis för att provocera fram en arrest. Kenney fängslades i tre dagar för sin del i protesten.
Kenney och Minnie Baldock bildade den första London-grenen av WPSU i Canning Town 1906. I juni samma år arresterades Kenney, Adelaide Knight och Mrs Sbarborough när de försökte få audiens hos H. H. Asquith, dåvarande finansministern. När de erbjöds att välja mellan sex veckor i fängelse eller att ge upp kampanjen i ett år, valde alla fängelse. 
Kenney bjöds in att tala inför arbetarkvinnor över hela landet. Hon fängslades totalt 13 gånger och tvångsmatades ett flertal gånger i fängelset.
1912 blev Kenney en del av WSPU:s ledning.
1913 dömdes Kenney till att sitta 18 månader i Maidstone-fängelset. Väl i fängelset hungerstrejkade hon, vilket drabbade hennes hälsa. I och med det blev Kenney den första kvinnan som släpptes under "Cat and Mouse Act" där en hungerstrejkande kvinna släpptes fri för att hon inte skulle dö i fängelset. För att sedan, när hon väl återhämtats, gripas på nytt.
I augusti 1921 började Kenney publicera sina "Revelations" och så kallade "suffragetters hemligheter", en serie med tolv artiklar i den populära skotska veckotidningen The Sunday Post. Serien börjar med att beskriva Kenneys liv på fabriken, och fortsätter med att skildra arbetet för rösträtt.

### Privatliv

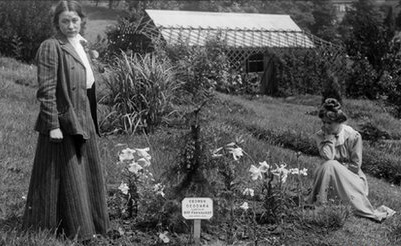
Adela Pankhurst (stående) och Kenney, fotograferade 1909 bredvid ett träd planterat av Emmeline Pankhurst.

Kenney var nära vän med bland andra Emmeline Pethick-Lawrence, baronessan Pethick-Lawrence, Mary Blathwayt, Clara Codd, Adela Pankhurst och Christabel Pankhurst.  
Christabel Pankhurst och Kenney hade enligt vissa källor ett romantiskt förhållande. Mary Blathwayt gjorde, eventuellt på grund av svartsjuka, anteckningar i sin dagbok om de kvinnor som Kenney låg med när hon bodde på Eagle House (familjen Blathwayts hem och en fristad för suffragetter). Bland de tio påstådda och kortlivade älskarna fanns Mary själv, Clara Codd och Adela Pankhurst. Efter att kvinnor över 30 vunnit rätten att rösta 1918 gifte Kenney sig med James Taylor (1893–1977) och bosatte sig i Letchworth i Hertfordshire. Paret fick 1921 en son, Warwick Kenney Taylor.   
Kenney dog den 9 juli 1953, 73 år gammal, på Lister Hospital i Hitchin. Hennes aska spreds på Saddleworth Moor den 5 september 1953.

## Eftermäle
1999 satte Oldham Council upp en blå minnestavla till minne av Kenney vid Lees Brook Mill i Lees, nära Oldham, där Kenney hade börjat arbeta 1892.
En staty av Annie Kenney står sedan 2018 på Parliament Square i Oldham.
Kenneys namn och bild (med 58 andra suffragetter) är etsade på sockeln till statyn av Millicent Fawcett på Parliament Square, London, som avtäcktes 2018.